# Ay (plaats)
Ay of Aÿ is een plaats en voormalige gemeente in het Franse departement Marne in de regio Grand Est en telt ongeveer 4200 inwoners.
De gotische Église Saint Brice uit de 15e eeuw is beschermd als een historisch monument. De plaats heeft vakwerkhuizen die typisch zijn voor de Champagnestreek.

## Geschiedenis
De oorsprong van de plaats gaat mogelijk terug op een herenboerderij (villa rustica) in de Gallo-Romeinse periode. Toen werd er al wijn gemaakt in de regio. De plaats is gelegen op een heuvelrug langs de Marne. In 1365 tijdens de Honderdjarige Oorlog werd de plaats geplunderd. In 1514 kreeg Ay koninklijke toelating om stadsmuren te bouwen. Deze stadsmuur telde negen poorten en achttien torens. Deze omwalling werd aan het einde van de 18e en aan het begin van de 19e eeuw geslecht. Op de plaats van de stadsgrachten kwamen boulevards en de stenen van de stadsmuren werden gebruikt om de wegen te bestraten.
Ay was de hoofdplaats van het gelijknamige kanton totdat dit op 22 maart 2015 werd opgeheven en de gemeente werd opgenomen in het op die dag gevormde kanton Épernay-1. Op 1 januari 2016 fuseerde de gemeente met de gemeenten Bisseuil en Mareuil-sur-Ay tot de commune nouvelle Aÿ-Champagne, waarvan Ay de hoofdplaats werd.

## Wijnproductie
Ay staat op de lijst van grand cru-gemeenten van de Champagne. Dat betekent dat alle druiven uit de wijngaarden binnen het gebied, ongeacht de bodem en de ligging, een "grand cru" champagne leveren. De druiven uit Ay zijn vermaard want deze gemeente staat bekend als een van de beste terroirs van de Champagne. In Ay begint de "Côte des Noirs", een gebied dat met vooral pinot noir en pinot meunier is beplant.

## Demografie
Onderstaande figuur toont het verloop van het inwonertal (bron: INSEE-tellingen).

## Geboren in Ay
- René Jules Lalique (1860-1945), glaskunstenaar, edelsmid en juweelontwerper

## Fotogalerij

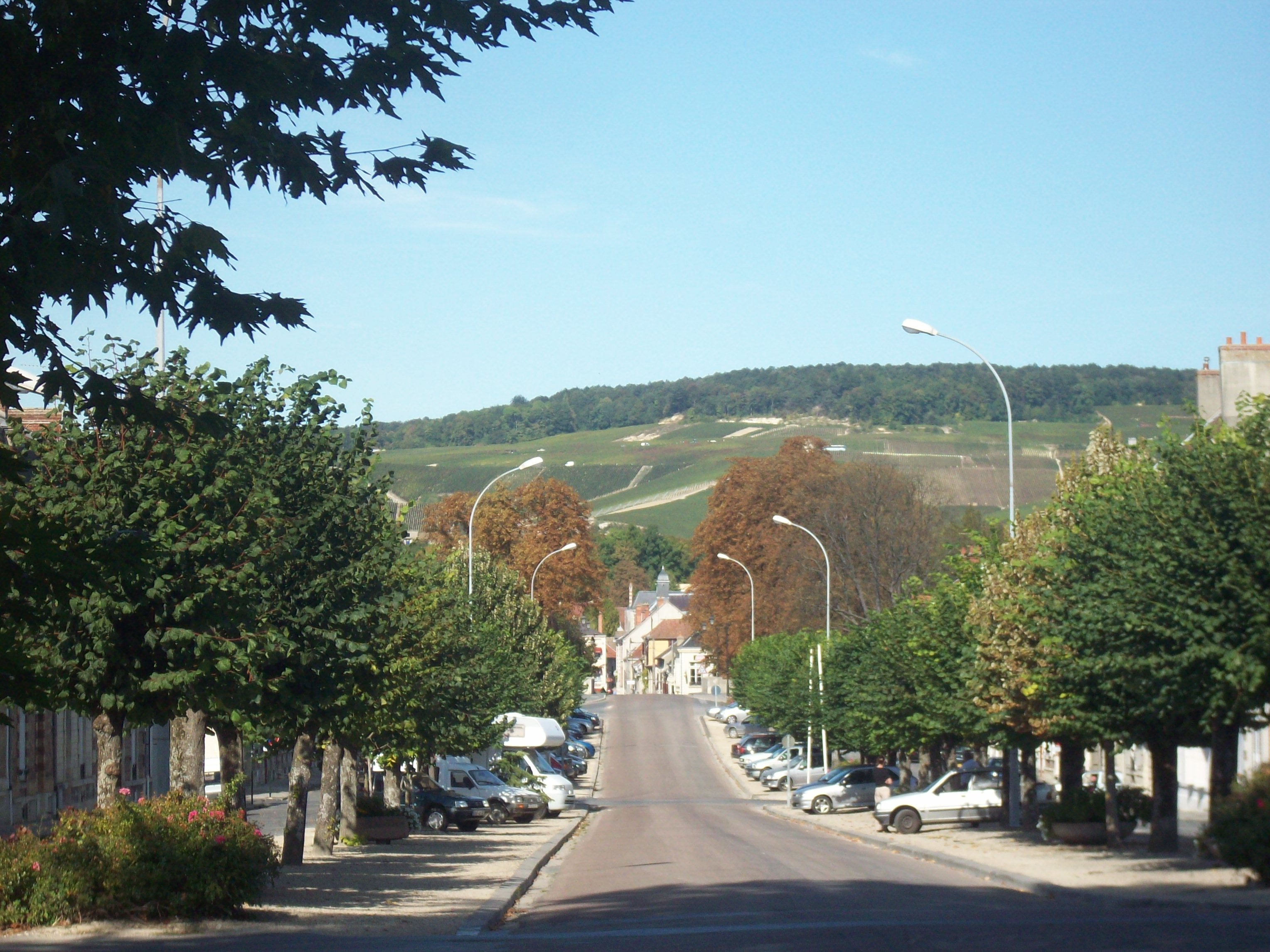
Avenue Victor Hugo
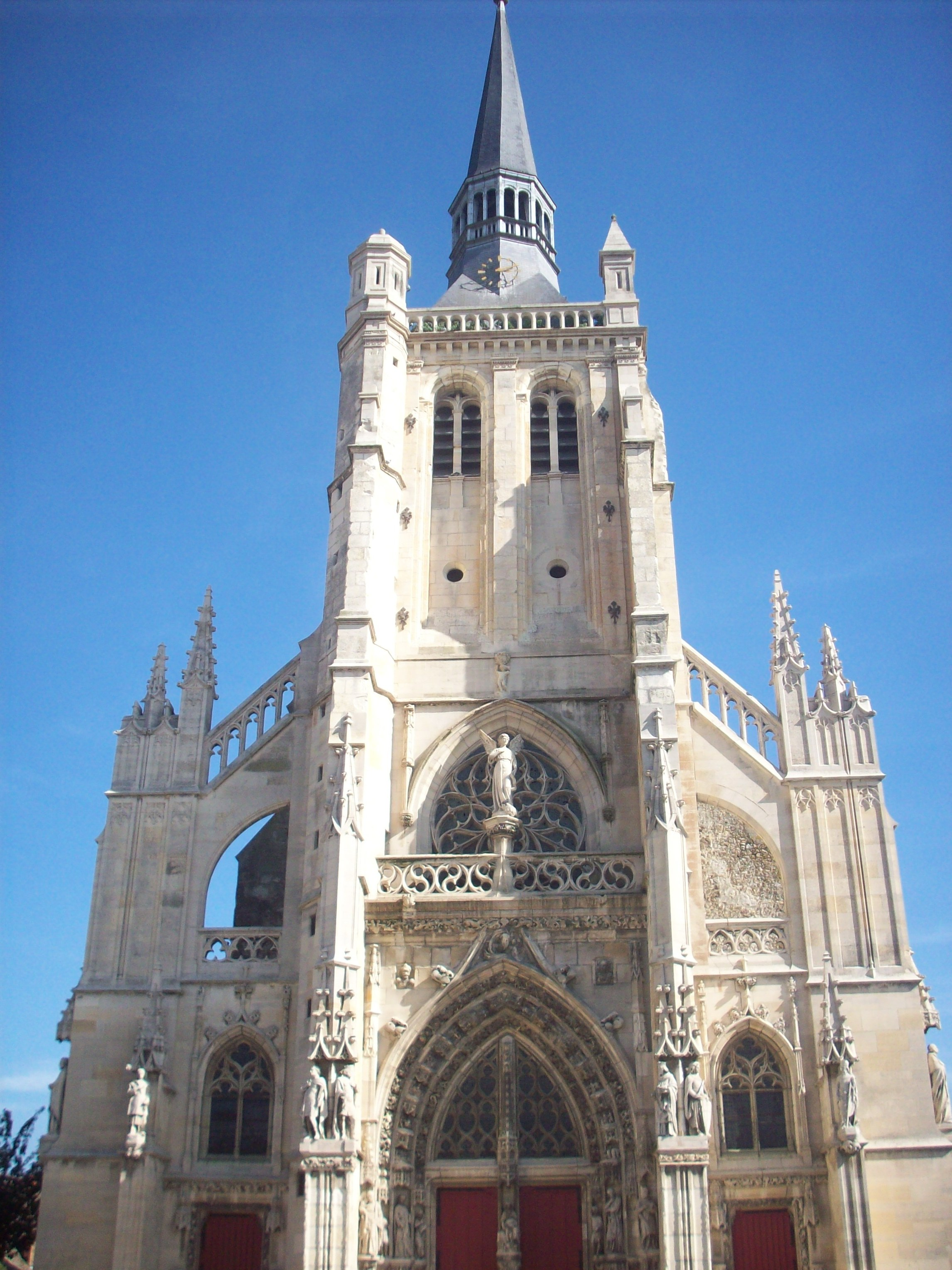
Gevel van Saint-Brice
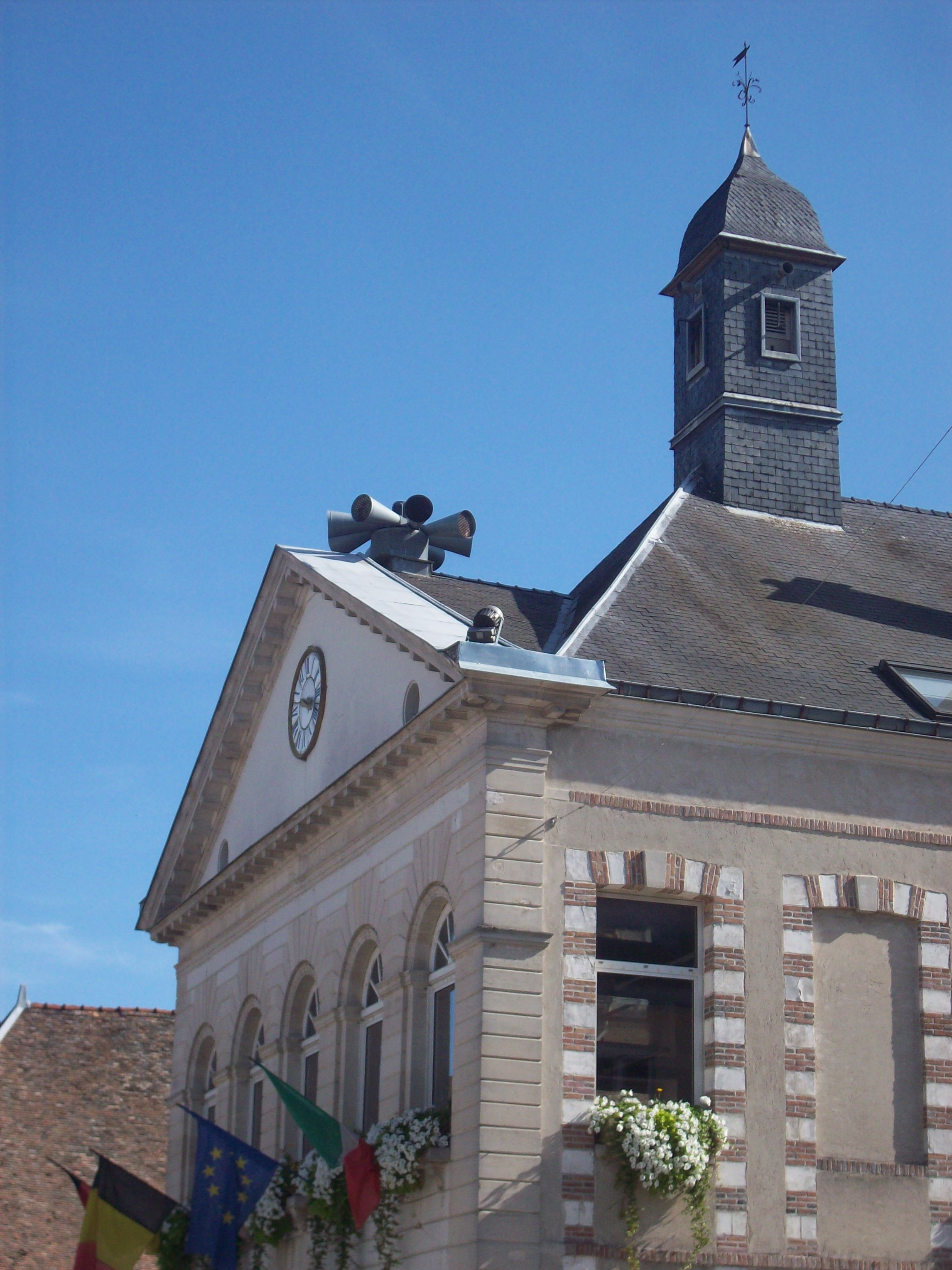
Stadhuis